# セクストゥス・アティリウス・セッラヌス
セクストゥス・アティリウス・セッラヌス（ラテン語: Sextus Atilius Serranus、生没年不詳）は、紀元前2世紀中頃の共和政ローマの政治家。紀元前136年に執政官（コンスル）を務めた。

## 出自
セッラヌスはプレブス（平民）であるアティリウス氏族の出身。セッラヌスのコグノーメンは紀元前257年と紀元前250年に執政官を務めたガイウス・アティリウス・レグルス・セッラヌスに始まる。この家族名は、かつてはウンブリアの街サランと関連すると思われていたが、最近ではラテン語の種まきをする人という意味のSerranusに由来すると考えられている。カピトリヌスのファスティによれば、セッラヌスの父のプラエノーメン（第一名、個人名）はマルクス、祖父はガイウスである。

## 経歴
セッラヌスは紀元前136年に執政官に就任。ウィッリウス法の規定から遅くとも紀元前139年にはプラエトル（法務官）を務めたはずである。同僚執政官はパトリキ（貴族）のルキウス・フリウス・ピルスであった。同僚のピルスはヒスパニア・キテリオルを管轄したが、セッラヌスに関しては何の記録もない。ただ、キケロの『義務について』と『アッティクスへの手紙』に、セッラヌスのことが触れられている。
翌紀元前135年、おそらくプロコンスル（前執政官）としてガリア・キサルピナ属州の総督を務めたと思われる。この年にガリア人から奪いムニキピウム（自治都市）としていた現在のヴェネト州のヴィチェンティアとアテステの境界が定められたが、ここにセッラヌスの名前が出てくる。

## 造幣官
紀元前155年頃に、セッラヌスは造幣官としてデナリウス銀貨および1アスからセクスタンス（1/6アス）までの5種類の青銅貨を鋳造している。このコインは裏面にSARの刻印があるのが特徴である。デナリウス銀貨は、表面が兜をかぶった女神ローマ、裏面がチャリオットに乗った女神ウィクトーリアが描かれている。

## 参考資料

### 古代の資料
- カピトリヌスのファスティ
- マルクス・トゥッリウス・キケロ『セクストゥス・ロスキウスに対する弁護』
- マルクス・トゥッリウス・キケロ『義務について』
- マルクス・トゥッリウス・キケロ『アッティクスへの手紙』

### 研究書
- Klebs E. Atilius 57 // Paulys Realencyclopädie der classischen Altertumswissenschaft. - 1896. - Bd. II, 2. - Kol. 2095.
- Klebs E. Atilius Saranus // Paulys Realencyclopädie der classischen Altertumswissenschaft . - 1896. - Bd. II, 2. - Kol. 2094-2095.
- Michael H. Crawford, Roman Republican Coinage, Cambridge University Press